# Język siang
Język siang, także ot siang – język austronezyjski używany w indonezyjskiej prowincji Borneo Środkowe, w kabupatenie Murung Raya. Według danych z 1981 roku posługuje się nim 60 tys. osób.